# Caeruleomyces
Caeruleomyces is een monotypisch geslacht van schimmels uit de orde Hymenochaetales. Het bevat alleen Caeruleomyces verae.